# Fjaðrárgljúfur
Koordinaten: 63° 46′ 17″ N, 18° 10′ 19″ W

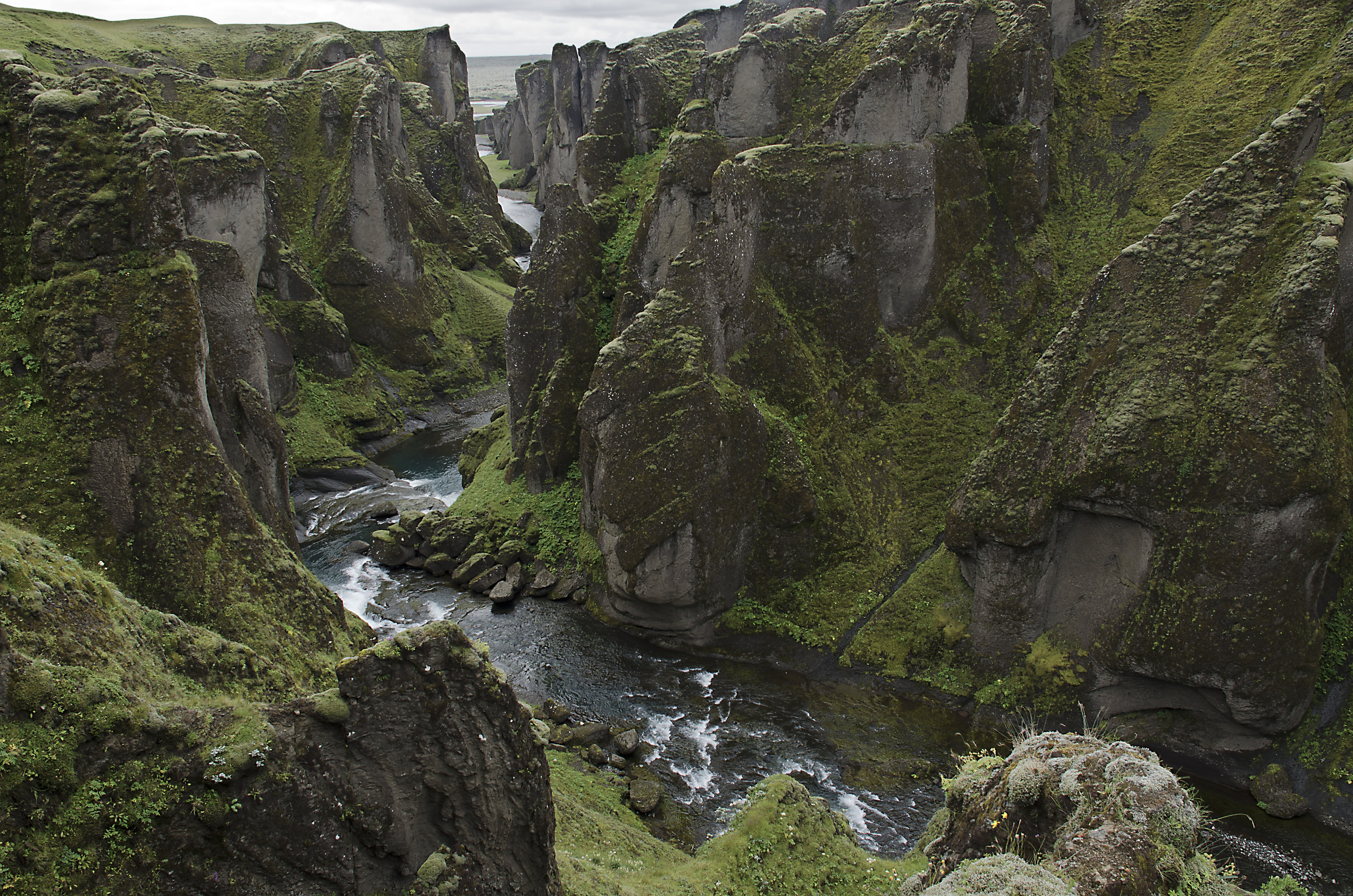
Fjaðrárgljúfur

Fjaðrárgljúfur (vom Flussnamen Fjaðrá und isländisch Gljúfur „Canyon“) ist ein Canyon im Süden Islands, etwa acht Kilometer westlich von Kirkjubæjarklaustur gelegen. 
Er ist über die Straße F206 erreichbar. Die Schlucht ist an einigen Stellen bis zu 100 Meter tief und hat eine Länge von etwa zwei Kilometern. Entstanden ist die Schlucht durch die Kraft des fließenden Wassers, das sich von den Gletschern kommend einen Weg durch das Palagonitgestein bahnte und im Laufe der Jahrtausende immer tiefer hineingrub. Durch sie fließt der namensgebende Fluss Fjaðrá. Die Schlucht steht unter Naturschutz.